# Styloctenium mindorensis
Styloctenium mindorensis es una especie de murciélago de la familia de los megaquirópteros. Es endémico de la isla de Mindoro(Filipinas). Los pocos especímenes que se han encontrado fueron recogidos en el límite de un bosque y un campo abierto, pero no se sabe hasta qué punto prefiere este tipo de hábitats. No se dispone de datos suficientes para determinar si se trata de una especie en peligro de extinción.